# Rond-point Océanis (Saint-Nazaire)
Pour les articles homonymes, voir Océanis.
Le Rond-point Océanis est un carrefour important situé à l'ouest de Saint-Nazaire (Loire-Atlantique). Océanis est aussi le nom du centre commercial qui lui est proche.

## Rues principales
- Route de la Côte d'Amour (RD 92) entre le centre de Saint-Nazaire et Pornichet
- Rocade est (RD 492) vers la Route Bleue (rocade nord)
- Avenue de Saint-Nazaire (RD 292) vers Saint-Marc-sur-Mer
- Boulevard de l'Université
- Rue Michel-Ange vers l'étang du Bois-Joalland

## Transports en commun
- Bus à haut niveau de service : Ycéo Hélyce
- Bus : Ycéo U1 - U2 - S/D

## À proximité
- Zone universitaire
- Centre Commercial Océanis
- Cité sanitaire